# 格呂貝萊山
47°0′1.7″N 10°23′20.9″E / 47.000472°N 10.389139°E
格呂貝萊山（德語：Grübelekopf），是中歐的山峰，位於奧地利和瑞士接壤的邊境，屬於薩姆瑙恩阿爾卑斯山脈的一部分，海拔高度2,894米，每年平均降雨量1,367毫米。